# Georg Brenck der Jüngere
Georg Brenck der Jüngere (* 8. Juli 1593 in Windsheim; † 1639 ebenda) war Schreiner und Holzschnitzer. Er war Mitglied der Bildschnitzerfamilie Brenck, deren Arbeiten sich in vielen Territorien des Fränkischen Reichskreises erhalten haben.

## Leben
Georg Brenck wurde am 8. Juli 1593 als zweitältestes Kind des Ehepaares Georg Brenck dem Älteren und Eva, geborene Grasser in der Reichsstadt Windsheim geboren. Der Vater war als Holzschnitzer tätig und hatte ein Jahr zuvor mit der Ausbildung eines Lehrjungen begonnen, was die Existenz einer Werkstatt im Stadtgebiet von Windsheim voraussetzte. Die Familie lebte in einem Haus in der Windsheimer Seegasse, das der Vater erst 1593 erworben hatte. Georg Brenck der Jüngere wuchs mit insgesamt sechs Geschwistern auf, von denen der jüngere Bruder Johann(es) oder Hans selbst zu einem Holzschnitzer in Diensten der Ansbacher Markgrafen aufsteigen sollte. 
Erstmals urkundliche Erwähnung erfuhr der Junge erst im Jahr 1606. Am Tage Himmelfahrt wurde der 13-jährige in der Werkstatt des Vaters als Lehrling aufgenommen. Zusammen mit seinem jüngeren Bruder Johann lernte er hier das Schreinerhandwerk und die Kunst des Bildschnitzens. Als Georg im Jahr 1609 von seinem Meister freigesprochen wurde, war nichts Negatives über den Lehrling zu berichten. Georg Brenck der Jüngere begann im Anschluss wohl mit seinen Wanderjahren, wobei sich für die nächsten sechs Jahre keine Quellen erhalten haben.
Erst im Jahr 1615 tauchte Georg Brenck der Jüngere wiederum in seiner Geburtsstadt auf. Im Juni heiratete er hier Barbara Kraft. Kraft war die Tochter des Windsheimer Altbürgermeisters Philipp Kraft. Die Hochzeit wirft ein Licht auf die Bedeutung, die die Familie Brenck in dieser Zeit in Windsheim bereits gewonnen hatte. Über die Verbindung stieg der Handwerker in die städtische Oberschicht auf. Zugleich muss davon ausgegangen werden, dass Brenck bereits seine Meisterprüfung abgelegt hatte, da die Verheiratung in Windsheim nur den Handwerksmeistern ermöglicht wurde. Am 18. März 1616 erwarb Georg Brenck dann auch das Bürgerrecht von Windsheim. 
Georg Brenck übernahm die Werkstatt des Vaters, wobei dieser noch lange tätig war und weiterhin auch einzelne Werke schuf. Daneben blieb auch der Bruder Johann(es) eng mit dem Familienbetrieb verbunden. Nach dem Tod des Georg Brenck des Älteren ging die Werkstattleitung an den Jüngeren über. Die Söhne, obwohl auf Holzarbeiten spezialisiert, schufen auch steinerne Werke, wie die Grabsteine für die Kinder des Wilhelm von Lentersheim. Die Werkstatt verlor nach dem Tod des Vaters an Bedeutung. In den Quellen wurde Georg Brenck der Jüngere vor allem durch seine Auseinandersetzungen mit den Sattlern der Stadt fassbar, die ihn der Verleumdung anklagten.
In den 1630er Jahren schuf Georg Brenck nur noch wenige Arbeiten. Darunter war ein rückwandloses Altarretabel mit der Darstellung der Passion, das für die Ausstattung der katholischen Kirche in Aub vorgesehen war. 1638 entstand noch ein kleiner Alabasteraltar, der sich im Victoria and Albert Museum in London erhalten hat. Im Jahr 1639 starb Georg Brenck der Jüngere in Windsheim im Alter von 45 bzw. 46 Jahren. Die Ehefrau Barbara wird in der Folgezeit nicht mehr urkundlich erwähnt, es ist unklar ob sie die Werkstatt weiterführen konnte. Sie wurde am 10. März 1647 in Windsheim beerdigt. Der jüngere Bruder war wohl bereits früher nach Kulmbach verzogen, wo er sich mit einer eigenen Werkstatt selbstständig machte.

## Werke (Auswahl)

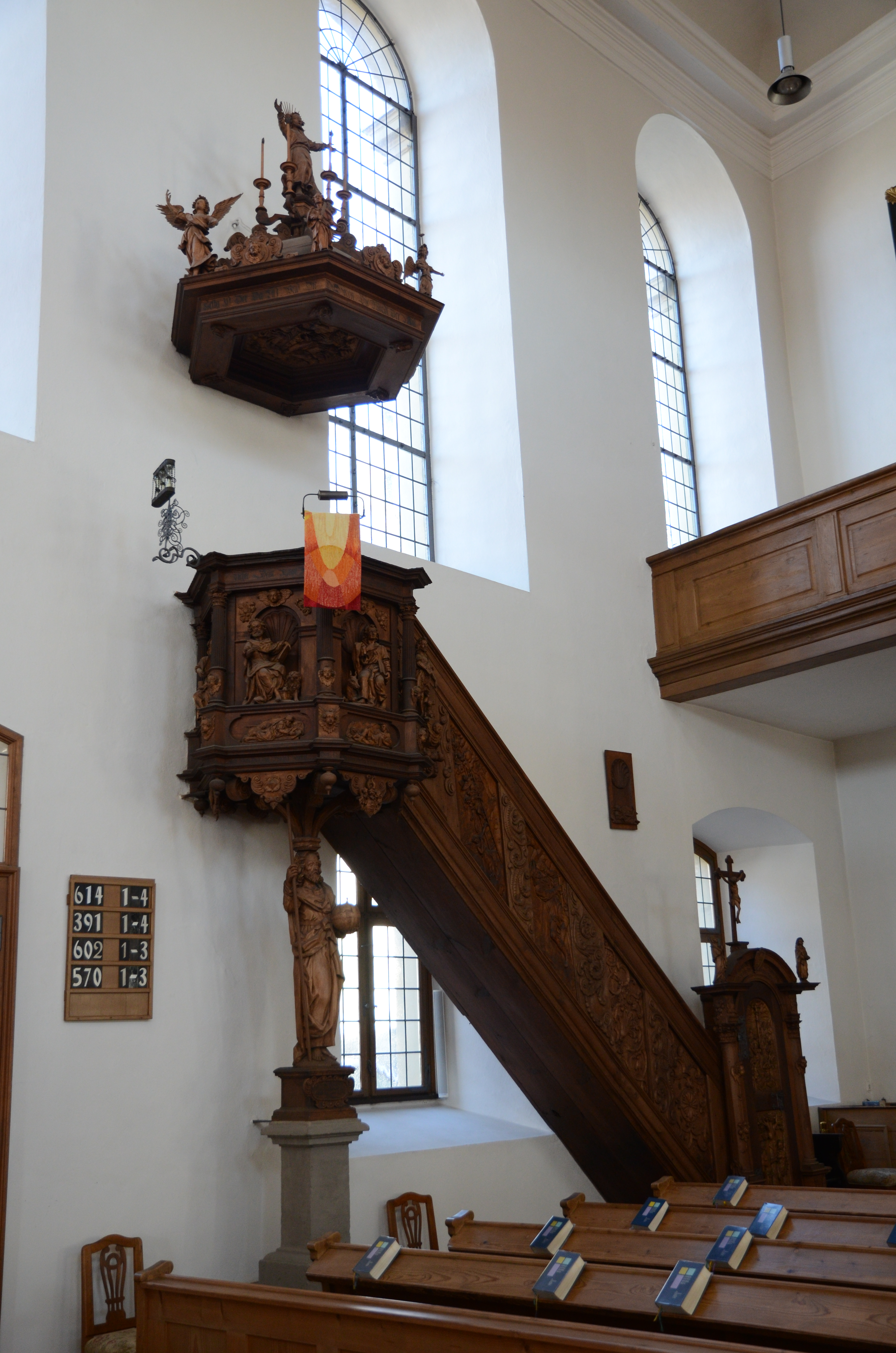
Kanzel in Sommerhausen

- 1613 (mit dem Vater Georg d. Ä.): Altar und Kanzel, St. Georg in Herchsheim
- 1614–1615 (mit dem Vater Georg d. Ä.): Retabelaltar und Moseskanzel, St. Oswald in Giebelstadt
- 1621/1622: Kanzel und Epitaph, St. Bartholomäus in Sommerhausen
- 1621: Vortragekreuz, St. Kilian in Wiebelsheim
- 1626/1627 (mit Michael Kern, Balthasar Grohe): Höchberger Sieben Fälle, Höchberg
- 1631: Epitaph, St. Johannis in Ansbach
- um 1632: Epitaphe, St. Kilian in Windsheim
- 1637: Retabelaltar, heute im Victoria and Albert Museum in London